# Česká podstatná jména
Článek česká podstatná jména pojednává o podstatných jménech v češtině.

## Skloňování
Pro skloňování podstatných jmen existuje 14 vzorů. Přiřazení ke vzorům závisí na rodu a zakončení v nominativu.
U podstatných jmen, kde kmen končí skupinou souhlásek, je vkládáno pohyblivé e mezi poslední dvě souhlásky u pádů s nulovou koncovkou:
zámek (N sg, A sg), zámku (G sg, D sg, V sg, L sg), zámkem (I sg) atd. - vzor hrad
karta (N sg), …, karet (G pl) - vzor žena
Střídání (alternace) souhlásek na konci kmene je v některých pádech obvyklé, např. zámek (N sg) → zámcích (L pl), Věra (N sg) → Věře (D sg). Toto pravidlo je poměrně komplikované.

### Vzory podstatných jmen
Vzorů se dá nalézt více, přičemž některé mají jak své varianty, tak podvzory. V následujícím seznamu sestaveném z několika zdrojů jsou varianty vzorů uvedeny v závorkách.
Mnohá jména i přesto kolísají při skloňování mezi více vzory (např. dveře jako růže, ale v 7. pádu dveřmi nikoli podle růžemi, ale podle kostmi).
- Mužský rod – životný
  - pán
  - muž
  - předseda
  - soudce
- Mužský rod – neživotný
  - hrad, (les)
  - stroj
- Ženský rod
  - žena
  - růže (dříve nůše)
  - píseň
  - kost
- Střední rod
  - město
  - moře
  - kuře
  - stavení

Někdy se do této kategorie řadí i vzory pro zpodstatnělá přídavná jména, které však jsou, co se koncovek týká, pouhou obdobou vzorů tvrdého a měkkého skloňování přídavných jmen, tedy mladý a jarní. Jako takové vzory pro jednotlivé rody se uvádějí např.:
- Mužský rod 
  - hajný
  - výpravčí
- Ženský rod
  - bytná
  - průvodčí
- Střední rod
  - vstupné
  - telecí

Kromě uvedených vzorů existuje v češtině malé množství nesklonných podstatných jmen, přejatých z cizích jazyků.

### Rod mužský životný
| Sg. | Nominativ    | pán                   | muž            | předseda            | soudce            |
| Sg. | Genitiv      | pána                  | muže           | předsedy            | soudce            |
| Sg. | Dativ        | pánovi, pánu          | mužovi, muži   | předsedovi          | soudci, soudcovi  |
| Sg. | Akuzativ     | pána                  | muže           | předsedu            | soudce            |
| Sg. | Vokativ      | pane! diváku! anděli! | muži! milenče! | předsedo!           | soudce!           |
| Sg. | Lokál        | pánovi, pánu          | mužovi, muži   | předsedovi          | soudci, soudcovi  |
| Sg. | Instrumentál | pánem                 | mužem          | předsedou           | soudcem           |
| Pl. | Nominativ    | pánové, páni andělé   | mužové, muži   | předsedové          | soudci, soudcové  |
| Pl. | Genitiv      | pánů                  | mužů           | předsedů            | soudců            |
| Pl. | Dativ        | pánům                 | mužům          | předsedům           | soudcům           |
| Pl. | Akuzativ     | pány                  | muže           | předsedy            | soudce            |
| Pl. | Vokativ      | pánové! páni! andělé! | mužové! muži!  | předsedové!         | soudci! soudcové! |
| Pl. | Lokál        | pánech divácích       | mužích         | předsedech kolezích | soudcích          |
| Pl. | Instrumentál | pány                  | muži           | předsedy            | soudci            |

### Rod mužský neživotný
| Sg. | Nominativ    | hrad                    | stroj    |
| Sg. | Genitiv      | hradu lesa              | stroje   |
| Sg. | Dativ        | hradu                   | stroji   |
| Sg. | Akuzativ     | hrad                    | stroj    |
| Sg. | Vokativ      | hrade! zámku!           | stroji!  |
| Sg. | Lokál        | hradu, hradě lesu, lese | stroji   |
| Sg. | Instrumentál | hradem                  | strojem  |
| Pl. | Nominativ    | hrady                   | stroje   |
| Pl. | Genitiv      | hradů                   | strojů   |
| Pl. | Dativ        | hradům                  | strojům  |
| Pl. | Akuzativ     | hrady                   | stroje   |
| Pl. | Vokativ      | hrady!                  | stroje!  |
| Pl. | Lokál        | hradech zámcích         | strojích |
| Pl. | Instrumentál | hrady                   | stroji   |

Některá slova latinského původu zakončená -us (génius, cyklus) se skloňují podle vzoru pán (životná) nebo hrad (neživotná), jako kdyby v nominativu zakončení -us nebylo: Brut'us, Bruta, Brutovi, Bruta, Brute, Brutovi, Brutem. Toto se týká pouze některých ze slov, která se v latině skloňují podle 2. deklinace (v genitivu se us mění v i). Slova, která v latině podléhají 4. deklinaci (i v genitivu jsou zakončená na us) a slova, která v češtině zdomácněla tak, že se původní latinská koncovka stala součástí českého kořene, se skloňují podobně jako původní česká slova (např. ubrus)

### Rod ženský
| Sg. | Nominativ    | žena                 | růže      | píseň   | kost    |
| Sg. | Genitiv      | ženy gejši           | růže      | písně   | kosti   |
| Sg. | Dativ        | ženě škole gejše/i   | růži      | písni   | kosti   |
| Sg. | Akuzativ     | ženu                 | růži      | píseň   | kost    |
| Sg. | Vokativ      | ženo!                | růže!     | písni!  | kosti!  |
| Sg. | Lokál        | ženě škole gejše/i   | růži      | písni   | kosti   |
| Sg. | Instrumentál | ženou                | růží      | písní   | kostí   |
| Pl. | Nominativ    | ženy gejši           | růže      | písně   | kosti   |
| Pl. | Genitiv      | žen                  | růží ulic | písní   | kostí   |
| Pl. | Dativ        | ženám sójám/sójím    | růžím     | písním  | kostem  |
| Pl. | Akuzativ     | ženy gejši           | růže      | písně   | kosti   |
| Pl. | Vokativ      | ženy! gejši!         | růže!     | písně!  | kosti!  |
| Pl. | Lokál        | ženách sójách/sójích | růžích    | písních | kostech |
| Pl. | Instrumentál | ženami sójami/sójemi | růžemi    | písněmi | kostmi  |

### Rod střední
| Sg. | Nominativ    | město                        | moře        | kuře     | stavení   |
| Sg. | Genitiv      | města                        | moře        | kuřete   | stavení   |
| Sg. | Dativ        | městu                        | moři        | kuřeti   | stavení   |
| Sg. | Akuzativ     | město                        | moře        | kuře     | stavení   |
| Sg. | Vokativ      | město!                       | moře!       | kuře!    | stavení!  |
| Sg. | Lokál        | městě městu (jablku)         | moři        | kuřeti   | stavení   |
| Sg. | Instrumentál | městem                       | mořem       | kuřetem  | stavením  |
| Pl. | Nominativ    | města                        | moře        | kuřata   | stavení   |
| Pl. | Genitiv      | měst                         | moří bojišť | kuřat    | stavení   |
| Pl. | Dativ        | městům                       | mořím       | kuřatům  | stavením  |
| Pl. | Akuzativ     | města                        | moře        | kuřata   | stavení   |
| Pl. | Vokativ      | města!                       | moře!       | kuřata!  | stavení!  |
| Pl. | Lokál        | městech jablkách střediscích | mořích      | kuřatech | staveních |
| Pl. | Instrumentál | městy ponči                  | moři        | kuřaty   | staveními |

Slova latinského původu zakončená -um se skloňují podle vzoru město: muzeum, muzea, muzeu, muzeum …
Některá z takových slov však zdomácněla v češtině i v podobě, že se původní latinská koncovka stala součástí českého kořene. Většinou se taková podoba považuje za nespisovnou (dopis bez datumu apod.).

## Určení životnosti podstatných jmen
Určení životnosti a neživotnosti vychází z reálného světa a je relativně pravidelné – osoby (a spolu s nimi nadpřirozené bytosti) a zvířata jsou rodu životného, rostliny, předměty a abstrakta jsou neživotná. 
Ke kolísání v životnosti dochází:
- u předmětů, které personifikují osobu nebo zvíře - sněhulák je pouze životný, zatímco strašák, panák nebo beránek (mrak) kolísají,
- u organismů, u nichž jazyková norma váhá, zda je považovat za živé („zvířata“) nebo neživé – bacily, mikroby.

Především v knižním stylu se užívá zživotňující koncovka –ové (Dni plynuly, ale dnové plynuli). 
Životnost se kromě shody uplatňuje také k odvozování přivlastňovacích přídavných jmen – ta se odvozují pouze od životných: otcův sněhulák, sněhulákův hrnec, ale nikoli hrncovo ucho, pouze ucho hrnce.

## Určení rodu podstatných jmen
Oproti určení životnosti je rozdělení do rodů mnohem komplikovanější a neexistují spolehlivá pravidla, podle nichž by bylo možné rod jednotlivých podstatných jmen určit – u celé řady z nich si rodovou příslušnost musíme pamatovat. Přesto existují některé pomůcky pro určení rodu:
- osoby podle povolání, zařazení apod. dodržují svůj rod: učitel – učitelka, letuška – stevard. Přechod mezi rody se provádí přechylováním.
- samci zvířat mají rod mužský, samice ženský, mláďata střední.
- rod jmen lze částečně rozlišit podle koncovky – např. zpodstatnělá slovesa končící na –í jsou rodu středního: lpění, svítání; většina jmen končících na –a je rodu ženského (s výjimkou jmen osob - mužů: předseda, bača)